# Algérie aux Jeux paralympiques d'été de 2020
L' Algérie participe aux Jeux paralympiques d'été de 2020 à Tokyo. Elle est représentée par 57 athlètes, qui prennent part à cinq disciplines sportives,. trente guides ou assistants sont également présent dans la délégation.
L’athlète Hocine Bettir et la basketteuse Nebia Mehimda sont nommés porte-drapeaux.

## Bilan général

### Bilan par sport
| Place | Sport        | Médaille d'or, Jeux paralympiques | Médaille d'argent, Jeux paralympiques | Médaille de bronze, Jeux paralympiques | Total | Rang pays |
| ----- | ------------ | --------------------------------- | ------------------------------------- | -------------------------------------- | ----- | --------- |
| 1     | Dynamophilie | 0                                 | 0                                     | 1                                      | 1     | 18e       |
| 2     | Judo         | 1                                 | 0                                     | 0                                      | 1     | 6e        |
| 3     | Athlétisme   | 3                                 | 4                                     | 3                                      | 10    | 19e       |
| Total | Total        | 4                                 | 4                                     | 4                                      | 12    |           |

### Bilan par jour de compétition
| Jour        | Médaille d'or, Jeux paralympiques | Médaille d'argent, Jeux paralympiques | Médaille de bronze, Jeux paralympiques | Total |
| ----------- | --------------------------------- | ------------------------------------- | -------------------------------------- | ----- |
| 25 août     | 0                                 | 0                                     | 0                                      | 0     |
| 26 août     | 0                                 | 0                                     | 0                                      | 0     |
| 27 août     | 1                                 | 0                                     | 2                                      | 3     |
| 28 août     | 0                                 | 1                                     | 1                                      | 2     |
| 29 août     | 0                                 | 1                                     | 1                                      | 2     |
| 30 août     | 0                                 | 0                                     | 0                                      | 0     |
| 31 août     | 0                                 | 0                                     | 0                                      | 0     |
| 1 septembre | 0                                 | 0                                     | 0                                      | 0     |
| 2 septembre | 3                                 | 0                                     | 0                                      | 3     |
| 3 septembre | 0                                 | 0                                     | 0                                      | 0     |
| 4 septembre | 0                                 | 2                                     | 0                                      | 2     |
| Total       | 4                                 | 4                                     | 4                                      | 12    |

### Bilan par sexe
| Sexe   | Médaille d'or, Jeux paralympiques | Médaille d'argent, Jeux paralympiques | Médaille de bronze, Jeux paralympiques | Total |
| ------ | --------------------------------- | ------------------------------------- | -------------------------------------- | ----- |
| Hommes | 1                                 | 3                                     | 2                                      | 6     |
| Femmes | 3                                 | 1                                     | 2                                      | 6     |
| Mixte  | 0                                 | 0                                     | 0                                      | 0     |
| Total  | 4                                 | 4                                     | 4                                      | 12    |

## Médaillés
| Sport                   | Discipline                          | Sportifs               | Performance           | Date        |
| Médailles d’or : 4      |                                     |                        |                       |             |
| Judo                    | Moins de 52 kg                      | Chérine Abdellaoui     | 1 - 0s10 contre Gagné | 27 août     |
| Athlétisme              | 400 m T13                           | Skander Djamil Athmani | 46 s 70 WR            | 2 septembre |
| Athlétisme              | Lancer de poids F33                 | Asmahan Boudjadar      | 7,10 m PR             | 2 septembre |
| Athlétisme              | Lancer de poids F57                 | Safia Djelal           | 11,29 m WR            | 2 septembre |
| Médailles d’argent : 2  |                                     |                        |                       |             |
| Athlétisme              | Lancer de poids F57                 | Nassima Saifi          | 30,81 m               | 28 août     |
| Athlétisme              | 100 m T13                           | Skander Djamil Athmani | 10 s 54               | 29 août     |
| Athlétisme              | 1500 m T38                          | Abdelkrim Krai         | 4 min 03 s 07         | 4 septembre |
| Athlétisme              | Lancer de poids F33                 | Kamel Kardjena         | 11,34 m               | 4 septembre |
| Médailles de bronze : 4 |                                     |                        |                       |             |
| Dynamophilie            | Moins de 65 kg                      | Hocine Bettir          | 192 kg                | 27 août     |
| Athlétisme              | Lancer de massue F32 (incl. F31/32) | Mounia Gasmi           | 23.29 m               | 27 août     |
| Athlétisme              | Lancer de massue F32                | Fernah Walid           | 35.34 m               | 28 août     |
| Athlétisme              | Saut en longueur T12                | Lynda Hamri            | 5,33 m                | 29 août     |

## Nombre d’athlètes qualifiés par sport
Voici la liste des qualifiés français par sport :
| Sport                           | Femmes | Hommes | Total |
| ------------------------------- | ------ | ------ | ----- |
| Athlétisme                      | 8      | 13     | 21    |
| Basket-ball en fauteuil roulant | 12     | 12     | 24    |
| Goalball                        | 0      | 6      | 6     |
| Haltérophilie                   | 1      | 2      | 3     |
| Judo                            | 1      | 2      | 3     |
| Total général                   | 22     | 35     | 57    |

## Athlétisme
Piste - Hommes
| Athlète                | Épreuve      | Série       | Série       | Finale          | Finale                                |
| Athlète                | Épreuve      | Résultat    | Rang        | Résultat        | Rang                                  |
| ---------------------- | ------------ | ----------- | ----------- | --------------- | ------------------------------------- |
| Skander Djamil Athmani | 100m T13     | 10 s 59     | 1er         | 10 s 54         | Médaille d'argent, Jeux paralympiques |
| Skander Djamil Athmani | 400m T13     | 47 s 86     | 1er         | 46 s 70         | Médaille d'or, Jeux paralympiques     |
| Abdellatif Baka        | 400m T13     | Forfait     | Forfait     | Éliminé         | Éliminé                               |
| Abdellatif Baka        | 1500m T13    | Non disputé | Non disputé | 3 min 59 s 56   | 8e                                    |
| Mohamed Berrahal       | 100m T51     | Non disputé | Non disputé | 21 s 94         | 4e                                    |
| Mohamed Berrahal       | 200m T51     | Non disputé | Non disputé | 40 s 04         | 4e                                    |
| Sid Ali Bouzourine     | 400m T36     | Non disputé | Non disputé | 57 s 91         | 6e                                    |
| Nacer-Eddine Karfas    | Marathon T12 | Non disputé | Non disputé | 2 h 41 min 02 s | 11e                                   |
| Salah Khelaifia        | 100m T13     | 11 s 48     | 4e          | Éliminé         | Éliminé                               |
| Abdelkrim Krai         | 1500m T38    | Non disputé | Non disputé | 4 min 03 s 07   | Médaille d'argent, Jeux paralympiques |
| Samir Nouioua          | 1500m T46    | Non disputé | Non disputé | 3 min 55 s 56   | 4e                                    |

Concours - Hommes
| Athlète              | Épreuve              | Finale   | Finale                                 |
| Athlète              | Épreuve              | Résultat | Rang                                   |
| -------------------- | -------------------- | -------- | -------------------------------------- |
| Mohamed Nadjib Amchi | Lancer de poids F32  | 9,62 m   | 5e                                     |
| Lahouari Bahlaz      | Lancer de poids F32  | 10,37 m  | 4e                                     |
| Lahouari Bahlaz      | Lancer de massue F32 | 33,06 m  | 5e                                     |
| Ahmed Mehideb        | Lancer de poids F32  | 9,51 m   | 7e                                     |
| Ahmed Mehideb        | Lancer de massue F32 | 31,34 m  | 8e                                     |
| Walid Ferhah         | Lancer de massue F32 | 35,34 m  | Médaille de bronze, Jeux paralympiques |
| Kamel Kardjena       | Lancer de poids F33  | 11,34 m  | Médaille d'argent, Jeux paralympiques  |
| Mohamed Berrahal     | Lancer du disque F52 | 12,74 m  | 7e                                     |

Concours - Femmes
| Athlète           | Épreuve               | Finale   | Finale                                 |
| Athlète           | Épreuve               | Résultat | Rang                                   |
| ----------------- | --------------------- | -------- | -------------------------------------- |
| Nadjet Boucherf   | Lancer de massue F51  | 13,01 m  | 5e                                     |
| Asmahan Boudjadar | Lancer de poids F33   | 7,10 m   | Médaille d'or, Jeux paralympiques      |
| Achoura Boukoufa  | Lancer du javelot F46 | 31,01 m  | 8e                                     |
| Safia Djelal      | Lancer de poids F57   | 11,29 m  | Médaille d'or, Jeux paralympiques      |
| Safia Djelal      | Lancer du disque F57  | 29,47    | 5e                                     |
| Mounia Gasmi      | Lancer de poids F32   | 5,42 m   | 6e                                     |
| Mounia Gasmi      | Lancer de massue F32  | 23,29 m  | Médaille de bronze, Jeux paralympiques |
| Lynda Hamri       | Saut en longueur T12  | 5,33 m   | Médaille de bronze, Jeux paralympiques |
| Nadia Medjmedj    | Lancer de poids F57   | Forfait  | Forfait                                |
| Nadia Medjmedj    | Lancer du javelot F56 | 20,02 m  | 4e                                     |
| Nassima Saifi     | Lancer de poids F57   | 10,29 m  | 5e                                     |
| Nassima Saifi     | Lancer du disque F57  | 30,81 m  | Médaille d'argent, Jeux paralympiques  |

## Goalball
L'équipe algérienne masculine et féminine s'est qualifiée via le Championnat d'Afrique IBSA 2020 qui s'est tenu à Port-Saïd, en Égypte.

### Tournoi féminin
Le mercredi 21 avril 2021, la Fédération internationale des sports pour personnes aveugles reçoit une « notification du retrait tardif de l'une des équipes féminines des Jeux paralympiques de Tokyo 2020 ». Quelques jours plus tard le Comité international paralympique annonce le retrait de l'équipe féminine d'Algérie, et que l'Égypte (2e en Afrique, lors des qualifications) a reçu l’autorisation de les remplacer. Aucune raison derrière le retrait de l'équipe n'est été indiquée[réf. nécessaire].

### Premier tour

#### Groupe A
| Rang | Équipe     | Pts | J | G | N | P | Bp | Bc | Diff |
| ---- | ---------- | --- | - | - | - | - | -- | -- | ---- |
| 1    | Japon      | 9   | 4 | 3 | 0 | 1 | 37 | 15 | +22  |
| 2    | Brésil     | 9   | 4 | 3 | 0 | 1 | 35 | 17 | +18  |
| 3    | États-Unis | 6   | 4 | 2 | 0 | 2 | 25 | 35 | -10  |
| 4    | Lituanie   | 4   | 4 | 1 | 1 | 2 | 24 | 31 | -7   |
| 5    | Algérie    | 1   | 4 | 0 | 1 | 3 | 20 | 43 | -23  |

| Match | Date                 | Équipe 1   | Résultat | Équipe 2   |
| ----- | -------------------- | ---------- | -------- | ---------- |
| 1     | 25 août 2021 à 9h00  | Brésil     | 11 - 20  | Lituanie   |
| 3     | 25 août 2021 à 13h15 | Algérie    | 04 - 13  | Japon      |
| 10    | 26 août 2021 à 13h15 | États-Unis | 08 - 60  | Brésil     |
| 13    | 26 août 2021 à 17h30 | Lituanie   | 07 - 70  | Algérie    |
| 17    | 27 août 2021 à 13h15 | Japon      | 11 - 10  | États-Unis |
| 21    | 27 août 2021 à 17h30 | Brésil     | 10 - 40  | Algérie    |
| 25    | 28 août 2021 à 13h15 | Lituanie   | 02 - 10  | Japon      |
| 29    | 29 août 2021 à 9h00  | Japon      | 03 - 80  | Brésil     |
| 33    | 29 août 2021 à 17h30 | Algérie    | 05 - 13  | États-Unis |
| 37    | 30 août 2021 à 13h15 | États-Unis | 03 - 13  | Lituanie   |

## Judo
| Athlète                | Compétition  | 1er tour                | Quart de finale        | Demi-finale         | Repêchage 1              | Repêchage 2         | Finale              | Rang                              |
| Athlète                | Compétition  | Adversaire Résultat     | Adversaire Résultat    | Adversaire Résultat | Adversaire Résultat      | Adversaire Résultat | Adversaire Résultat | Rang                              |
| ---------------------- | ------------ | ----------------------- | ---------------------- | ------------------- | ------------------------ | ------------------- | ------------------- | --------------------------------- |
| Ishak Ouldkouider      | Hommes -60kg | Battu par Blanco 1 - 0  | Éliminé                | Éliminé             | Battu par Namozov 10 - 0 | Éliminé             | Éliminé             | Éliminé                           |
| Abderrahmane Chetouane | Hommes -90kg | Battu par Hirose 10 - 0 | Éliminé                | Éliminé             | Éliminé                  | Éliminé             | Éliminé             | Éliminé                           |
| Chérine Abdellaoui     | Femmes -52kg | Exemptée                | Bat Nikolaychyk 10 - 0 | Bat Fujiwara 10 - 0 | Non disputé              | Non disputé         | Bat Gagné 10 - 0    | Médaille d'or, Jeux paralympiques |

## Dynamophilie
| Athlète           | Catégorie     | Développé-couché | Développé-couché                       |
| Athlète           | Catégorie     | Résultat         | Rang                                   |
| ----------------- | ------------- | ---------------- | -------------------------------------- |
| Hadj Ahmed Beyour | Hommes -49 kg | 143 kg           | 7e                                     |
| Hocine Bettir     | Hommes -65 kg | 192 kg           | Médaille de bronze, Jeux paralympiques |
| Samira Guerioua   | Femmes -45 kg | 90 kg            | 4e                                     |

## Basket-ball en fauteuil roulant
L'équipe masculine et féminine s'est qualifiée après avoir remporté la médaille d'or au Championnat de zone d'Afrique 2020 qui s'est tenu à Johannesburg, en Afrique du Sud.

### Sélection équipe féminine
| #                 | Nom                         | Club             | Âge             | Joués           | Points          | Rebonds         | Passes décisives |
| Staff technique   | Staff technique             | Staff technique  | Staff technique | Staff technique | Staff technique | Staff technique | Staff technique  |
| ----------------- | --------------------------- | ---------------- | --------------- | --------------- | --------------- | --------------- | ---------------- |
|                   | Ahmed Taghiche (entraîneur) |                  |                 |                 |                 |                 |                  |
|                   | Youcef Houri (assistante)   |                  |                 |                 |                 |                 |                  |
| Classe 1,0 point  |                             |                  |                 |                 |                 |                 |                  |
| 8                 | Fatima Bouzidi              | Intissar M'Sila  | 32              | 0               | 0               | 0               | 0                |
| Classe 1,5 points |                             |                  |                 |                 |                 |                 |                  |
| 6                 | Yamina Ghoul                | Azima El Bahia   | 48              | 0               | 0               | 0               | 0                |
| 11                | Dahbia Semati               | Rabie EL Eulma   | 44              | 0               | 0               | 0               | 0                |
| Classe 2,5 points |                             |                  |                 |                 |                 |                 |                  |
| 13                | Zohra Sellami               | US Biskra Basket | 39              | 0               | 0               | 0               | 0                |
| 15                | Samiha Abdelali             | Ouargla ASC      | 33              | 0               | 0               | 0               | 0                |
| Classe 3,0 points |                             |                  |                 |                 |                 |                 |                  |
| 4                 | Nebia Mehimda               | Azima El Bahia   | 36              | 0               | 0               | 0               | 0                |
| Classe 4,0 points |                             |                  |                 |                 |                 |                 |                  |
| 5                 | Naoual Khedir               | CSH Ouargla      | 34              | 0               | 0               | 0               | 0                |
| 7                 | Hafida Belhadef             | CSH Ouargla      | 43              | 0               | 0               | 0               | 0                |
| 9                 | Djamila Khemgani            | CSH Ouargla      | 39              | 0               | 0               | 0               | 0                |
| 12                | Kheira Zairi                | MC Saida Basket  | 36              | 0               | 0               | 0               | 0                |
| Classe 4,5 points |                             |                  |                 |                 |                 |                 |                  |
| 14                | Nourhane Boublal            | CSH Ouargla      | 28              | 0               | 0               | 0               | 0                |

Les résultats de l’Algérie sont :

### Groupe B
| Groupe B |            |     |   |   |     |     |      |     |
|          | Équipe     | Pts | G | P | Pm  | Pe  | Diff | Dép |
| 1        | Chine      | 8   | 4 | 0 | 207 | 133 | +74  |     |
| 2        | Pays-Bas   | 7   | 3 | 1 | 278 | 145 | +133 |     |
| 3        | États-Unis | 6   | 2 | 2 | 229 | 165 | +64  |     |
| 4        | Espagne    | 5   | 1 | 3 | 167 | 185 | -18  |     |
| 5        | Algérie    | 4   | 0 | 4 | 72  | 325 | -253 |     |

| 25 août | Algérie    | 25  | 74 | Chine      |
| 25 août | Pays-Bas   | 68  | 58 | États-Unis |
| 26 août | États-Unis | 68  | 34 | Espagne    |
| 26 août | Chine      | 45  | 38 | Pays-Bas   |
| 27 août | Pays-Bas   | 109 | 18 | Algérie    |
| 27 août | Espagne    | 29  | 46 | Chine      |
| 28 août | États-Unis | 41  | 42 | Chine      |
| 28 août | Algérie    | 8   | 80 | Espagne    |
| 29 août | Espagne    | 24  | 63 | Pays-Bas   |
| 29 août | Algérie    | 21  | 62 | États-Unis |

### Sélection équipe masculine
| #                 | Nom                           | Club                   | Âge             | Joués           | Points          | Rebonds         | Passes décisives |
| Staff technique   | Staff technique               | Staff technique        | Staff technique | Staff technique | Staff technique | Staff technique | Staff technique  |
| ----------------- | ----------------------------- | ---------------------- | --------------- | --------------- | --------------- | --------------- | ---------------- |
|                   | Mustapha Brahimi (entraîneur) |                        |                 |                 |                 |                 |                  |
|                   | Boualem Benazouz (assistante) |                        |                 |                 |                 |                 |                  |
| Classe 1,0 point  |                               |                        |                 |                 |                 |                 |                  |
| 12                | Abderraouf Abbad              | MC Alger Basket        | 34              | 0               | 0               | 0               | 0                |
| Classe 1,5 points |                               |                        |                 |                 |                 |                 |                  |
| 4                 | Oussama Baghradji             | Bou Saada              | 24              | 0               | 0               | 0               | 0                |
| Classe 2,0 points |                               |                        |                 |                 |                 |                 |                  |
| 7                 | Rafik Mansouri                | MC Alger Basket        | 40              | 0               | 0               | 0               | 0                |
| Classe 2,5 points |                               |                        |                 |                 |                 |                 |                  |
| 6                 | Ayoub Badrane                 | Boufarik               | 27              | 0               | 0               | 0               | 0                |
| 8                 | Mostefa Abassi                | Léopards de Guyenne    | 43              | 0               | 0               | 0               | 0                |
| Classe 3,0 points |                               |                        |                 |                 |                 |                 |                  |
| 14                | Abdelkarim Megueddem          | MC Alger Basket        | 35              | 0               | 0               | 0               | 0                |
| Classe 3,5 points |                               |                        |                 |                 |                 |                 |                  |
| 11                | Samir Ladjadjt                | Intissar M'Sila        | 40              | 0               | 0               | 0               | 0                |
| 15                | Bilel Ayache                  | Aigles du Puy-en-Velay | 40              | 0               | 0               | 0               | 0                |
| Classe 4,0 points |                               |                        |                 |                 |                 |                 |                  |
| 5                 | Abdennour Benredouane         | Toulouse Iron Club     | 30              | 0               | 0               | 0               | 0                |
| 9                 | Nabil Guedoun                 | Toulouse Iron Club     | 44              | 0               | 0               | 0               | 0                |
| 10                | Hakim Badache                 | Toulouse Iron Club     | 35              | 0               | 0               | 0               | 0                |
| 13                | Omar Zidi                     | Aigles du Puy-en-Velay | 37              | 0               | 0               | 0               | 0                |

Les résultats de l’Algérie sont :

### Groupe B
| Groupe B |                 |     |   |   |     |     |      |     |
|          | Équipe          | Pts | G | P | Pm  | Pe  | Diff | Dép |
| 1        | Grande-Bretagne | 9   | 4 | 1 | 332 | 303 | +29  | +1  |
| 2        | États-Unis      | 9   | 4 | 1 | 338 | 223 | +115 | -1  |
| 3        | Australie       | 8   | 3 | 2 | 335 | 265 | +70  | +11 |
| 4        | Allemagne       | 8   | 3 | 2 | 306 | 284 | +22  | -11 |
| 5        | Iran            | 6   | 1 | 4 | 271 | 318 | -47  |     |
| 6        | Algérie         | 5   | 0 | 5 | 202 | 391 | -189 |     |

| 26 août | États-Unis      | 58 | 55 | Allemagne       |
| 26 août | Australie       | 81 | 39 | Iran            |
| 26 août | Grande-Bretagne | 70 | 43 | Algérie         |
| 27 août | Algérie         | 37 | 83 | Australie       |
| 27 août | Allemagne       | 71 | 59 | Grande-Bretagne |
| 27 août | Iran            | 41 | 65 | États-Unis      |
| 28 août | Australie       | 64 | 53 | Allemagne       |
| 28 août | Algérie         | 47 | 81 | Iran            |
| 28 août | Grande-Bretagne | 64 | 63 | États-Unis      |
| 29 août | Iran            | 57 | 69 | Grande-Bretagne |
| 29 août | États-Unis      | 66 | 38 | Australie       |
| 29 août | Allemagne       | 71 | 50 | Algérie         |
| 30 août | Allemagne       | 56 | 53 | Iran            |
| 30 août | Australie       | 69 | 70 | Grande-Bretagne |
| 30 août | Algérie         | 25 | 86 | États-Unis      |